# Le Paysagiste
Pour les articles homonymes, voir Mindscape.
Pour plus de détails, voir Fiche technique et Distribution.
Le Paysagiste (Mindscape est le nom du film en anglais au Canada et le nom aux États-Unis) est un court métrage d'animation réalisé par Jacques Drouin en 1976. C'est le deuxième court métrage du réalisateur, fait avec l'invention d'Alexandre Alexeïeff, l'écran d'épingles.

## Synopsis
Absorbé par sa propre création, un peintre s'évade dans son paysage mental, au risque de s'y perdre complètement. Au dernier moment, il revient à la réalité.

## Fiche technique
- Titre original : Le Paysagiste
- Titre anglais : Mindscape
- Réalisation : Jacques Drouin
- Scénario : Jacques Drouin
- Musique originale : Denis Larochelle
- Son : Roger Lamoureux, Michel Descombes
- Production : Gaston Sarault
- Société de production : Office national du film du Canada
- Durée : 7 minutes et 30 secondes
- Date de sortie : 1976

## Distinctions
La liste des récompenses obtenues par Le Paysagiste est recensée dans le livret Œuvres complètes sur écran d'épingles.
- 1976 : Prix spécial du jury au Festival international du film d'animation d'Ottawa
- 1977 :
  - Diplôme d'honneur au Festival international du court métrage d'Oberhausen
  - Prix spécial pour la meilleure adaptation musicale pour un film au Festival international du film de court métrage de Linz
  - Hugo de Bronze au Festival international du film de Chicago
  - Plaque de bronze Chris au Festival international de film et de vidéo de Columbus (en)
  - Prix Golden Image au Festival international du film de Long Island
  - Médaille de bronze à Hemisfilm
  - Diplôme pour une réalisation remarquable au Festival international du film de San Francisco
  - Vénus d'argent décerné au meilleur court métrage au Festival international de films d'animation de Virgin Islands
  - Dauphin d'argent du Festival international de cinéma d'animation CINANIMA
- 1978 :
  - Prix au Festival international du film de Humboldt
  - Prix de mérite au Festival international de film et de vidéo d'Athens (fa)
  - Premier prix décerné au meilleur film du festival au Festival du film annuel de Baltimore
  - Premier prix - catégorie : animation au Festival du film annuel de Baltimore
  - Premier prix du jury du Festival du Film de Kenyon
  - Prix Red Ribbon au Festival de film et vidéo américaine
  - Premier prix au Southwest Film Festival
- 1984 : 13e rang d'un palmarès des meilleurs films d'animation au monde au Olympic Arts Festival
- 2007 : intronisé « Œuvre magistrale » par le AV Trust (en) à la Cinémathèque québécoise.